# Linea Gialla (metropolitana di Washington)
La linea Gialla (in inglese Yellow Line), o linea YL è una linea della metropolitana di Washington. Lunga 24,3 km, conta 17 stazioni, e serve, oltre al distretto di Columbia, la Virginia (contea di Fairfax e le città di Arlington e Alexandria) e il Maryland (contea di Prince George).
La linea gialla è stata inaugurata il 30 aprile 1983, sul tratto National Airport-Gallery Place; i suoi capolinea attuali sono la stazione di Huntington (nell'omonima città, in Virginia) e Fort Totten. In orari di punta, alcune corse fanno invece capolinea alle stazioni di Franconia-Springfield e Greenbelt.
È la linea più corta tra le sei della rete metropolitana. La linea condivide parte del tracciato sia con la linea Blu (nella parte sud) che con la linea verde (nel distretto di Columbia); interseca inoltre la linea rossa alla stazioni di Gallery Place e di Fort Totten e le linee Blu, Arancione e Argento a L'Enfant Plaza.

## Storia
La linea gialla aprì il 30 aprile 1983 sul tratto National Airport-Gallery Place, collegando le stazioni (già esistenti) Pentagon e Gallery Place con un ponte sul Potomac, e aggiungendo al sistema l'unica stazione Archives. Nel 1983 furono inaugurate quattro nuove stazioni oltre National Airport, facendo arrivare la linea all'attuale capolinea di Huntington, prima stazione oltre la Capital Beltway. Nel 1993 la linea gialla arrivò al capolinea di Fort Totten.

## Percorso e zone servite
Il capolinea meridionale della linea si trova ad Huntington, presso la Virginia State Route 241; da lì prosegue verso nord, e dopo la stazione Eisenhower Avenue, che serve diversi edifici governativi (tra cui lo United States Patent and Trademark Office), passa per Alexandria e si unisce alla linea Blu, con la quale entra in sotterranea prima della stazione di Crystal City e serve Arlington, l'Aeroporto Ronald Reagan  e il Pentagono. Dopo la stazione Pentagon, le due linee si dividono; la linea gialla passa il Potomac sul Charles R. Fenwick Bridge, dopo il quale ritorna sotterranea e si unisce alla linea verde.
Le linee verde e gialla proseguono quindi verso nord, incontrando le linee Blu, Arancione e Argento a L'Enfant Plaza e la linea rossa a Gallery Place; le due linee servono quindi le zone di Shaw (con la Howard University), U Street e Fort Totten; nella stazione omonima, le due linee intersecano di nuovo la linea rossa, e la linea gialla ha il suo capolinea.
In orari di punta, alcuni treni della linea gialla proseguono lungo la linea, entrando in Maryland fino alla stazione di Greenbelt, nell'omonima città; allo stesso modo, alcuni treni, anziché far capolinea ad Huntington, seguono il percorso della linea Blu fino alla stazione Franconia-Springfield, a Springfield. Tale servizio è chiamato Rush Plus.

## Stazioni
La linea gialla serve le seguenti stazioni, da sud a nord:
| Stazione                                  | Località     | Apertura | Note/interscambi                                        | Note/interscambi                    |
| ----------------------------------------- | ------------ | -------- | ------------------------------------------------------- | ----------------------------------- |
| Huntington                                | Huntington   | 1983     |                                                         |                                     |
| Eisenhower Avenue                         | Alexandria   | 1983     |                                                         |                                     |
| King Street-Old Town                      | Alexandria   | 1983     | Union Station                                           | Tratta in comune con la linea Blu   |
| Braddock Road                             | Alexandria   | 1983     |                                                         | Tratta in comune con la linea Blu   |
| Ronald Reagan Washington National Airport | Arlington    | 1977     |                                                         | Tratta in comune con la linea Blu   |
| Crystal City                              | Arlington    | 1977     | Virginia Railway System                                 | Tratta in comune con la linea Blu   |
| Pentagon City                             | Arlington    | 1977     |                                                         | Tratta in comune con la linea Blu   |
| Pentagon                                  | Arlington    | 1977     |                                                         | Tratta in comune con la linea Blu   |
| L'Enfant Plaza                            | Washington   | 1977     | Linee Arancione, Blu e Argento Virginia Railway Express | Tratta in comune con la linea Verde |
| Archives                                  | Washington   | 1983     |                                                         | Tratta in comune con la linea Verde |
| Gallery Place                             | Washington   | 1976     | Linea Rossa                                             | Tratta in comune con la linea Verde |
| Mount Vernon Square                       | Washington   | 1991     |                                                         | Tratta in comune con la linea Verde |
| Shaw-Howard University                    | Washington   | 1991     |                                                         | Tratta in comune con la linea Verde |
| U Street                                  | Washington   | 1991     |                                                         | Tratta in comune con la linea Verde |
| Columbia Heights                          | Washington   | 1999     |                                                         | Tratta in comune con la linea Verde |
| Georgia Avenue-Petworth                   | Washington   | 1999     |                                                         | Tratta in comune con la linea Verde |
| Fort Totten                               | Washington   | 1978     | Linea Rossa                                             | Tratta in comune con la linea Verde |
| Servizio Rush Plus, parte sud             |              |          |                                                         |                                     |
| Franconia-Springfield                     | Springfield  | 1997     | Virginia Railway System Autobus Greyhound               | Tratta in comune con la linea Blu   |
| Van Dorn Street                           | Alexandria   | 1991     |                                                         | Tratta in comune con la linea Blu   |
| Servizio Rush Plus, parte nord            |              |          |                                                         |                                     |
| West Hyattsville                          | Hyatsville   | 1993     |                                                         | Tratta in comune con la linea Verde |
| Prince George's Plaza                     | Hyatsville   | 1993     |                                                         | Tratta in comune con la linea Verde |
| College Park-University of Maryland       | College Park | 1993     | Maryland Area Regional Commuter (linea Camden)          | Tratta in comune con la linea Verde |
| Greenbelt                                 | Greenbelt    | 1993     | Maryland Area Regional Commuter (linea Camden)          | Tratta in comune con la linea Verde |